# 5563 Yuuri
5563 Yuuri este o planetă minoră (asteroid), cu un diametru de 10,188 km, din centura de asteroizi. A fost descoperită pe 9 noiembrie 1991 la Kushiro de Seiji Ueda⁠(d). 
Obiectul prezintă o orbită caracterizată de o semiaxă mare de 2,7640405 UAi, o excentricitate de 0,0643397, o înclinație de 10,47636 ° în raport cu ecliptica.